# Cichla
Cichla ist eine Gattung der Buntbarsche (Cichlidae), die im tropischen Südamerika östlich der Anden vorkommt.

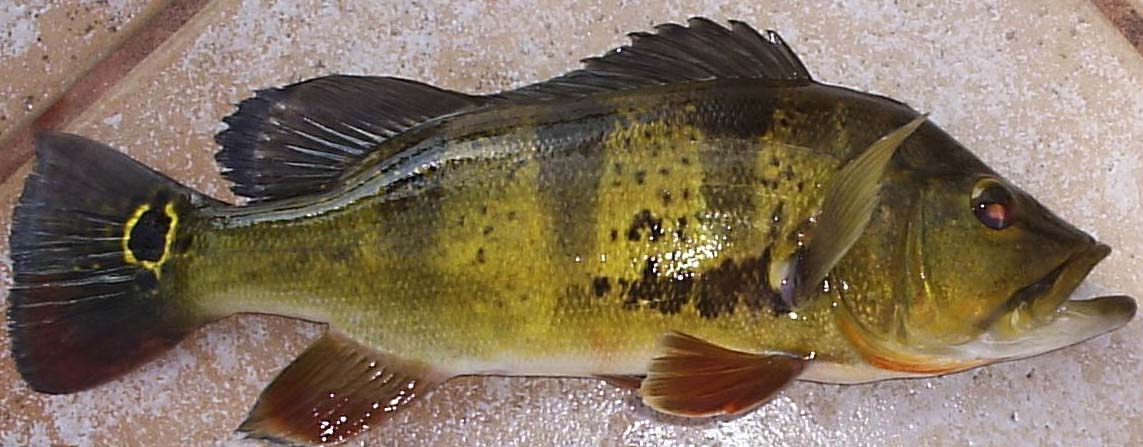
Cichla monoculus

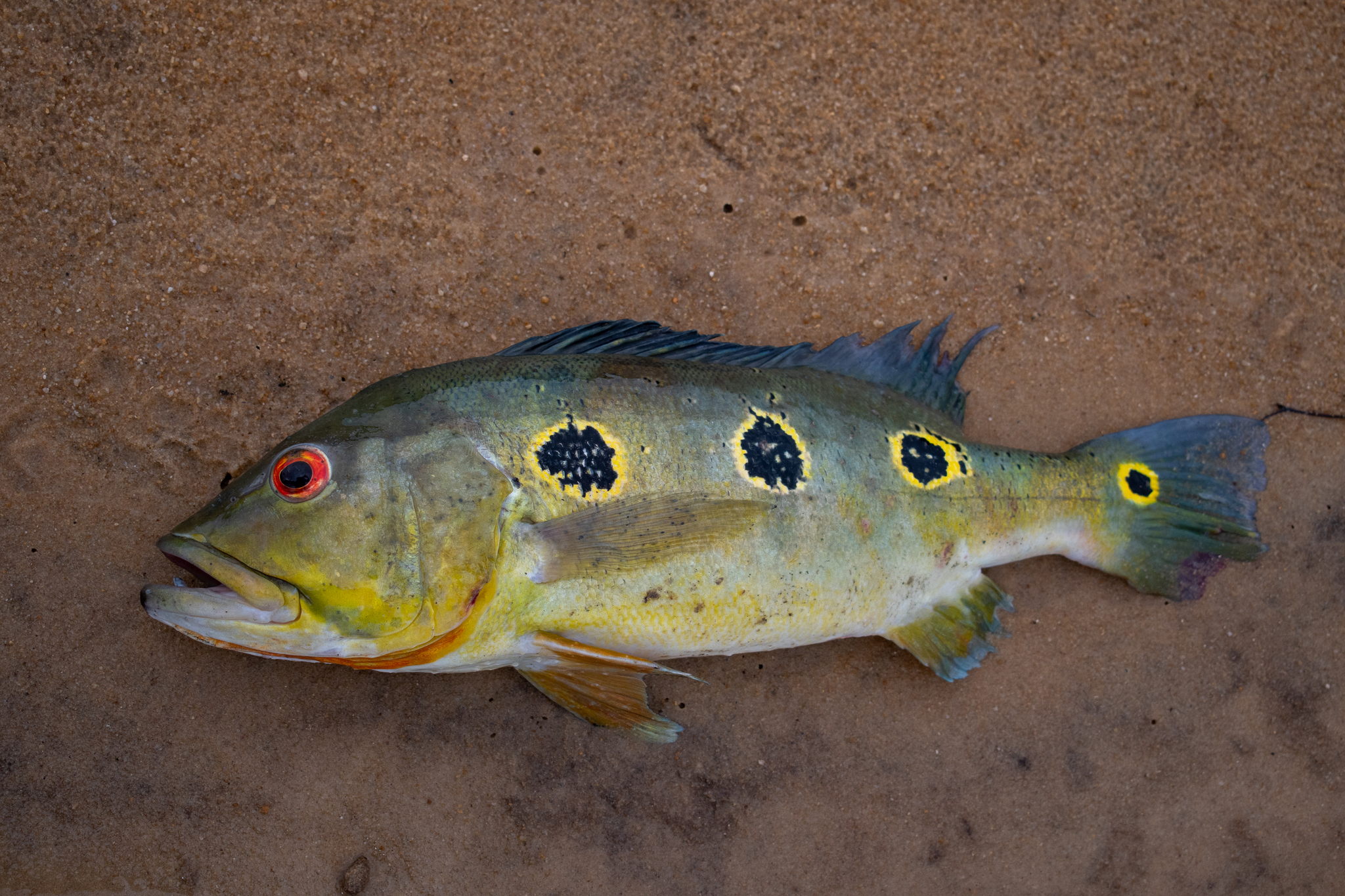
Cichla orinocensis

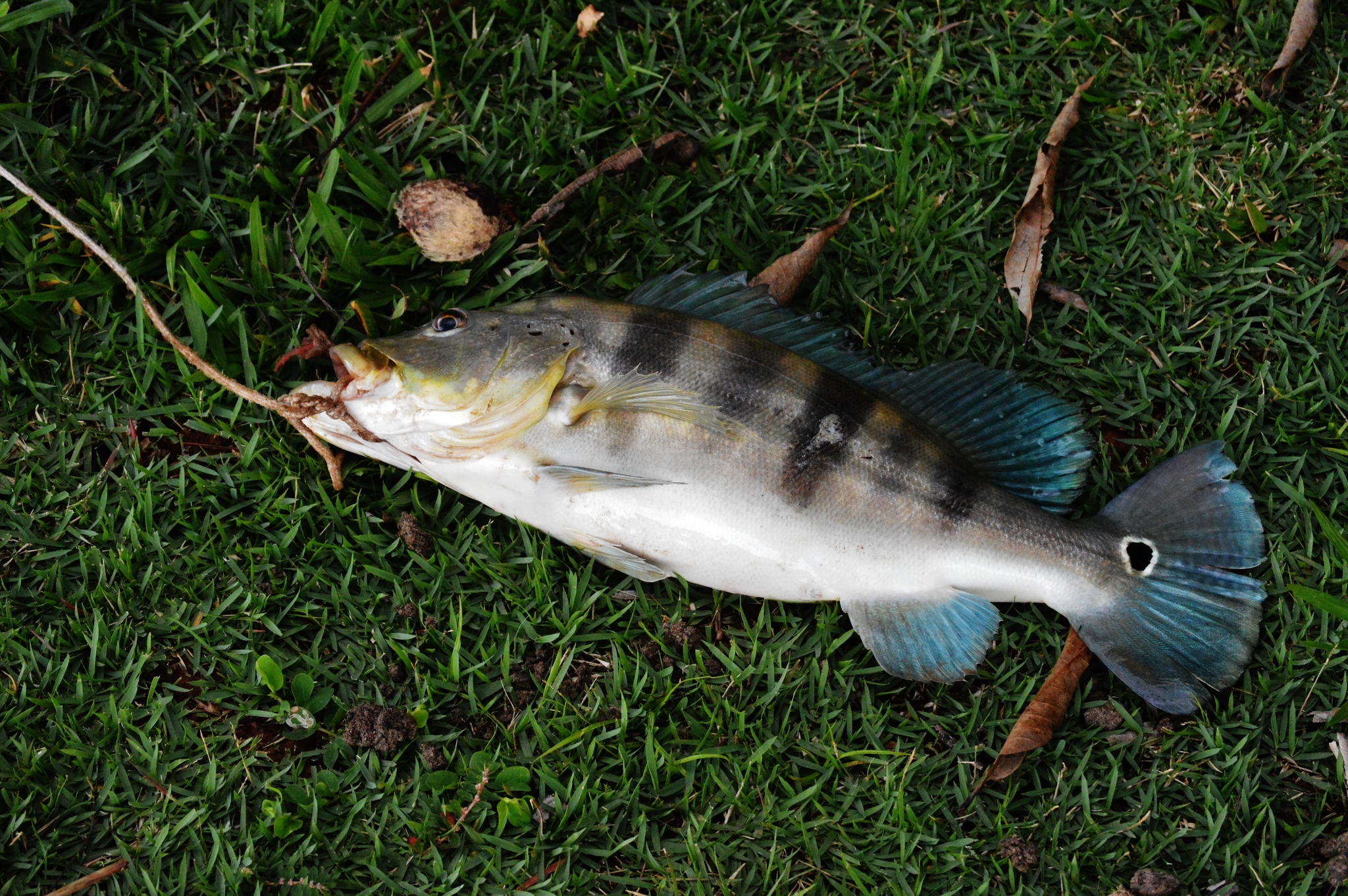
Cichla piquiti

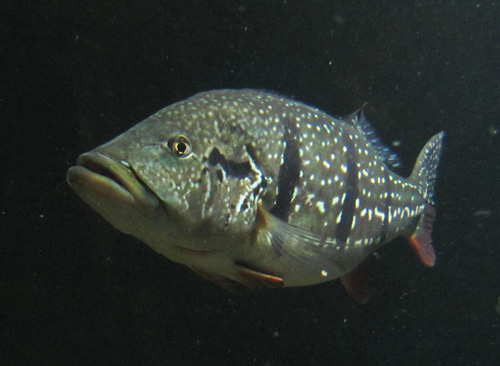
Cichla temensis

## Merkmale
Cichla-Arten unterscheiden sich von allen anderen Buntbarschen durch ihren tiefen Einschnitt zwischen dem hartstrahligen und dem weichstrahligen Teil der Rückenflosse. Ihre Afterflosse hat drei Hartstrahlen. Der Kopf ist groß, mit tiefer Maulspalte, die Zähne sind konisch. Sie sind mit Längen von 26 bis 99 Zentimetern die größten südamerikanischen Buntbarsche. Alle Arten haben einen Geschlechtsdimorphismus, Männchen werden größer und haben eine steilere Stirn oder entwickeln einen Stirnbuckel. Auch zwischen Jugend- und Erwachsenenfärbung gibt es deutliche Unterschiede. An der Schwanzwurzel befindet sich ein Augenfleck.

## Lebensweise
Die Fische ernähren sich räuberisch von kleineren Fischen. Sie sind Substratlaicher, die ihr mit mehreren tausend Eiern sehr großes Gelege offen auf einen Stein ablegen. Das Weibchen kümmert sich um das Gelege, während das Männchen das Revier verteidigt.
Cichla-Arten sind als Speisefische beliebt und werden geangelt. Vom Menschen wurden einige Arten in Mittelamerika, der südlichen USA und Hawaii ausgesetzt.
Innerhalb der südamerikanischen Buntbarsche gilt Cichla als ursprüngliche Gattung.

## Arten
Nach Fishbase gibt es 15 Arten von denen 9 erst 2006 durch den schwedischen Ichthyologen Sven O. Kullander und seinen brasilianischen Kollegen Efrem J. G. Ferreira neu beschrieben wurden:
- Cichla cataractae Sabaj, López-Fernández, Willis, Hemraj, Taphorn & Winemiller, 2020[4]
- Cichla intermedia Machado-Allison, 1971
- Cichla jariina Kullander & Ferreira, 2006
- Cichla kelberi Kullander & Ferreira, 2006
- Cichla melaniae Kullander & Ferreira, 2006
- Cichla mirianae Kullander & Ferreira, 2006
- Cichla monoculus Spix & Agassiz, 1831
- Cichla nigromaculata Jardine & Schomburgk, 1843
- Cichla ocellaris Bloch & Schneider, 1801
- Cichla orinocensis Humboldt, 1821
- Cichla pinima Kullander & Ferreira, 2006
- Cichla piquiti Kullander & Ferreira, 2006
- Cichla pleiozona Kullander & Ferreira, 2006
- Cichla temensis Humboldt, 1821
- Cichla thyrorus Kullander & Ferreira, 2006
- Cichla vazzoleri Kullander & Ferreira, 2006